# SN 2009ll
SN 2009ll – supernowa typu II-P odkryta 12 listopada 2009 roku w galaktyce E122-G04. W momencie odkrycia miała maksymalną jasność 18,40m.